# Auvillers-les-Forges

Auvillers-les-Forges este o comună în departamentul Ardennes din nordul Franței. În 1 ianuarie 2022 avea o populație de 902 de locuitori.